# Nizozemski Malabar
Nizozemski Malabar (nizozemščina; Nederlandse Malabar . malajalamščina; ഡച്ച് മലബാർ .) znan tudi pod imenom svoje glavne naselbine Kočin, je bil naziv poveljstva vzhodnoindijske družbe na Malabarski obali med letoma 1661 in 1795 in je bil pododdelek tega, kar se je skupaj imenovalo Nizozemska Indija. Nizozemska prisotnost v regiji Malabar se je začela z zavzetjem portugalskega Quilona in končala z Britansko osvojitvijo Malabarja leta 1795. Imeli so vojaške postojanke na 11 lokacijah: Alleppey, Ajakota, Čendamangalam, Papinivatom, Ponani, Palipuram, Kranganore (od 15. januar 1662), Četvaj, Kananore (od 15 februar 1663), Kočin (7 januarja 1663 – 1795) in Quilon (29 december 1658 – 14. aprila 1659 in od 24 december 1661 – 1795).
Kraljevina Kočin je bila zaveznica Nizozemske vzhodnoindijske družbe. Nizozemci so povečali kraljevo palačo, ki so jo zgradili Portugalci v Matančeriju za kralja Kočina in ki je od takrat naprej postala znana kot " Nizozemska palača ". Leta 1744 je bila na otoku Bolghati za nizozemske guvernerje postavljena impresivna palača, kasneje imenovana Bolgati palača.
Nizozemci so prispevali monumentalno delo Hortus Indicus Malabaricus o zdravilnih lastnostih malabarskih rastlin. V Kočinu so Nizozemci ustanovili sirotišnico za revne evropske otroke in azil za gobavce na Vipinu.

## Zgodovina

### Zavezništvo s Kočinom
Zavezniki so se pomaknili proti Kočinu in 5. februarja 1662 vkorakali proti palači uradnega radže. Člani njegove družine so se povezali z Nizozemci. Nizozemci so pomagali Kočinu, da se je znebil Portugalcem naklonjenega kralja. Portugalcem prijazni kralj je bil ubit v naslednji bitki skupaj z dvema svojima sinovoma. Kraljeva družina Kočin je imenovala novega kralja in ukazala Nizozemcem, naj oblegajo portugalsko utrdbo. Kočin in poglavar Palijama sta oskrbovala Nizozemce, ki so se med dolgotrajnim obleganjem soočili z junaškim portugalskim odporom. Domorodna vladarja Porca in Sembakaseri sta oblegane oskrbovala s hrano. Čeprav so mu nagajali monsunsko deževje in smrt vladarja Kalikata in pomembnih nizozemskih častnikov, je garnizija  končno kapitulirala 8 januarja 1663. Pogoji kapitulacije so bili, da so bili vsi neporočeni portugalski prebivalci vrnjeni v Evropo, vsi poročeni Portugalci in Mestici pa so bili premeščeni v Goo. Zadnji guverner portugalskega Kočina je bil Inácio Sarmento. Rečeno je bilo, da je bilo izgnanih okoli štiri tisoč ljudi in da so se končala desetletja portugalske nadvlade v Malabarju. Trdnjava Koči je postala glavni opora Nizozemcev v Južni Aziji.

### Bitke za prevlado na Malabarju
Zamorin iz Kalikata si je želel sodelovanja z Nizozemci, da bi lahko priključil Kočin. Od tod v pogodbi iz leta 1662 določila o odstopu Vipina in znižanju radže Kočina na položaj podložnika Kalikata. Toda Nizozemci, ki so se ustalili v Kočinu in Kalikatu, so od njih zahtevali, da izpolnijo svoje pogodbene obveznosti.
V teh okoliščinah je Kalikat pozdravil Britance in jim leta 1664 dovolil ustanovitev tovarne v Kalikatu. Nizozemske oblasti v Amsterdamu so bile vznemirjene in so pisale svojim častnikom v Indiji, naj "ne varčujejo", da bi zagotovili izgon Britancev iz Kalikata. Nizozemci so iz Kalikata odnesli štiri ali pet topov in napadli Kranganore. Nizozemci in njihov zaveznik Kočin so takoj poklicali vazale Kočina, kot so Tekumkur, Vatakumkur, Paravur, Čempakaseri in Mangatt. Sile Kalikata, vključno z Moplahom in podporo Portugalca po imenu Pacheco, so bile sprva uspešne. Po letu uravnovešenih bojev so se sile Kalikata umaknile, Nizozemci pa so uničili Trdnjavo Round in zgradili bastion blizu Kranganoreja.
Leta 1669 je Nizozemski Malabar postal ločeno poveljstvo Nizozemske vzhodnoindijske družbe (VOC); pred tem so jo upravljali iz Batavije. Leta 1670 je vladarja Zamorina iz Kalikata njegov princ prepričal, da je šel v Kranganore spodbujat Nairce. Toda Nizozemci so presenetljivo napadli Zamorinov tabor. Trideset Nizozemcev je izgubilo življenje v tem napadu in v zmedi bitke je bil uničen kraljevi meč iz Kalikata. Kalikatski vladar se je umaknil nazaj proti Papinivatomu, princ pa je napadel bastion in ga zavzel. Leta 1673 je predstavnik VOC Hendrik van Rheede prišel v Kočin kot njegov poveljnik. Ponovno je zasedel bastion in zahteval prepustitev Četvaja - na poti v Kočin iz Kalikata. Leta 1678 je prišel v Port Ponani in se srečal z vladarjem Kalikata. Utrujeni od sovražnosti, ki jo je pokazala večina domačinov, so Nizozemci začeli pogajanja s Kalikatom. Generalni komisar Batavije, vodja nizozemske vlade v Vzhodni Indiji, je leta 1696 prišel v Ponani, ne da bi se sploh ustavil v Kočinu. Vmes je Kalikat sklenil veliko protinizozemsko zavezništvo in podpisal novo pogodbo z Angleži. V naslednjih letih so izvedli vpade globoko na območja Kočina (1701–1710). Nizozemci so podprli svojega zaveznika Kočina in začeli graditi utrdbo za varnost Četvaja. Kmalu je Kalikat poslal vojsko, da je podrla utrdbe in izgnala Nizozemce iz Četvaja (1714). Šef angleške tovarne je imel veliko vlogo pri spodbujanju tega. Kalikat se je odločil nadaljevati ta uspeh z napadom na Kranganore in Papinivatom. Vendar so se Nizozemci pod vodstvom svetnika Viljema Buckerja Jacobsa maščevali tako, da so premagali Kalikat in angleško vojsko ter 10. aprila  1719 formalno prevzeli poveljstvo nad Trdnjavo Viljem, kot se je takrat imenovala utrdba v Četvaju. Ta zmaga Kočina in Nizozemske je bila hud udarec za Angleže in Roberta Adamsa.
Nizozemci so svoje utrdbe in garnizije v Malabarju postopoma začeli obravnavati kot gospodarsko breme, medtem ko se je prevlada Britanske vzhodnoindijske družbe v trgovini v Malabarju povečala. Nizozemci so 10. septembra 1691  Četvaj predali nazaj Kalikatu in zmanjšali velikost in moč svojih sil po Malabarju. Strah pred kočinsko-nizozemskim zavezništvom je začel bledeti v glavah kalikutskih vladarjev. Leta 1721 se je vrhovni svet Nizozemske Vzhodne Indije v Bataviji strinjal, da ne bo več podpiral svojega zaveznika Kočina proti Kalikatu, s čimer je izdal stoletno prijateljstvo.

### Poraz proti Travankore in Kew pisma
Nizozemcem ni nikoli uspelo vzpostaviti monopola nad trgovino s poprom v Malabarju in so bili v svojih poskusih še toliko bolj razočarani, ko je mladi vladar Travancoreja Martanda Varma začel širiti svoje kraljestvo. Travancore–nizozemska vojna, ki je sledila, je dosegla vrhunec v bitki pri Kolačelu, ki se je izkazala za katastrofalno za Nizozemce. Evstahij De Lannoy, poveljnik mornarice v nizozemski vojski, je bil ujet in je nato postal poveljnik v vojski Travancore. De Lannoy je kasneje pomagal Travancoreju vzpostaviti organizirano vojsko, uvesti boljše strelno orožje in topništvo ter zgraditi utrdbe v evropskem slogu v svoji državi.
Zaradi Kew pisem so bile nizozemske naselbine na malabarski obali leta 1795 predane Britancem, da bi preprečili, da bi jih prevzeli Francozi. Nizozemski Malabar je ostal britanski po sklenitvi anglo-nizozemske pogodbe iz leta 1814, s katero je Nizozemska kolonijo zamenjala za otok Bangka.

## Utrdbe in trgovske postaje
| Naselje            | Vrsta               | Ustanovljeno | Razstavljeno | Komentarji |
| ------------------ | ------------------- | ------------ | ------------ | --- |
| Utrdba Kočin       | utrdba in tovarna   | 1663         | 1795         | Ustanovili so ga Portugalci kot svojo prvo naselbino v Indiji. Leta 1663 so ga zajeli Nizozemci, ki so ga naredili za glavno mesto nizozemskega Malabarja (rezidenca poveljnika). Med nizozemsko okupacijo Kočina so naredili več sprememb v mestu. Nizozemci so zmanjšali območje starega portugalskega mesta, zmanjšali utrdbo in uničili večino javnih zgradb, ki so jih zgradili Portugalci. V Kočinu so zgradili pristanišče, pomole, številne trgovske hiše in skladišča. |
| Utrdba Kranganore  | utrdba              | 1662         | 1770         | Kranganore je bilo majhno mesto z majhno utrdbo, vendar je bilo mesto velikega strateškega pomena; to je bil "ključ" do Kočina. Padel je pod poveljstvo Utrdbe Kočina in je bil namenjen zaščiti slednjega. Leta 1662 je bila nekdanja portugalska utrdba najprej vrnjena Zamorinu iz Kalikata kot nagrada za njegovo zavezništvo z Nizozemci, leta 1666 pa so Nizozemci začeli prenavljati propadajočo utrdbo za svoje namene.                                                 |
| Utrdba Palipuram   | utrdba              | 1661         | 1789         | Padel je pod poveljstvo Utrdbe Kočina in je bil namenjen zaščiti slednjega. Prodano Kraljevini Travancore leta 1789. |
| Patanamtita        | Tovarna             | 1663         | 1778         | Dobro načrtovano starodavno mesto, polno brahmanov, najarjev, malabarskih Judov, mapilašev in malabarskih Nasranijev v bližini Purakada, znano po trgovanju s poprom in ribolovu, ki ga je nizozemski Malabar uporabljal kot vazala. |
| Tovarna Purakad    | Tovarna             | 1662         | ?            | Padel pod poveljstvo Utrdbe Kočina . |
| Utrdba Quilon      | Trdnjava in tovarna | 1661         | 1795         | Quilon je bilo utrjeno mesto. Prva portugalska utrdba, ki so jo Nizozemci zavzeli decembra 1661. Glavno mesto nizozemskega Malabarja do zavezništva s Kočinom leta 1663. |
| Tovarna Kajamkulam | Tovarna             | 1661         | ?            | Padel pod poveljstvo Utrdbe Quilon. |
| Utrdba Kananore    | Trdnjava in tovarna | 1663         | 1790         | Kananore je bilo mesto z dobrim pristaniščem in močno kamnito utrdbo. Portugalci so ga zajeli 15. februarja 1663. |
| Tovarna Vengurla   | Tovarna             | 1637         | 1693         | Ustanovljen pred ustanovitvijo malabarske zapovedi za vohunjenje za bližnjim portugalskim naseljem Goa . Do leta 1673 je bil neposredno pod poveljstvom Batavije, nato pa pod poveljstvom Surata . Od leta 1676 dalje je bilo poveljstvo pri nizozemskem Malabarju. |
| Tovarna Barselor   | Tovarna             | 1667         | 1682         | Ustanovljeno s pogodbo z lokalnim vladarjem. Neokrepljena tovarna je trgovala z rižem in poprom in je bila zaprta leta 1682 po težavah z lokalnimi trgovci. |

## Verska politika
Za razliko od katoliških Portugalcev protestantski Nizozemci niso poskušali spreobrniti avtohtonih hindujskih ljudstev v krščanstvo. Vendar pa so pomagali kristjanom svetega Tomaža iz Malabarja, ki so bili tam od 1. stoletja, proti pritisku rimskokatoliške cerkve. Prav tako so tolerirali malabarske Jude in jim nudili azil. Nekaj družin sefardskih Judov, ki so se po izgonu iz Španije in Portugalske priselili na Nizozemsko, je prav tako prišlo v Kočin in se tam naselilo med nizozemsko vladavino.

### Nizozemska okupacija templja Tiručendur
Tempelj Murugan v Tiručendurju je zasedla Nizozemska vzhodnoindijska družba med letoma 1646 in 1648, med vojno s Portugalci. Lokalno prebivalstvo je v teh dveh letih poskušalo osvoboditi svoj tempelj, z več neuspešnimi poskusi. Nizozemci so končno zapustili tempelj na ukaz Tirumala Najaka. Toda med izpraznitvijo templja so podrli in odstranili idola glavnega božanstva templja ter ga odnesli nazaj v Galle, v Nizozemski Cejlon. Idoli so bili vrnjeni po številnih pogajanjih z Madurajem Najakarjem.

## Poveljniki Nizozemskega Malabarja
Nizozemski Malabar je bil eno od območij Nizozemske vzhodnoindijske družbe (Vereenigde Oost-Indische Compagnie ali VOC v nizozemščini), ki ji je vladal poveljnik. Lista poveljnikov je naslednja:
- apr-nov 1663 Pieter de Bitter / Cornelis Valkenburg
- 1663–1665 Ludolph van Coulster
- 1665–1667 IJsbrand Godske
- 1667–1669 Lucas van der Dussen
- 1669–1676 Hendrik van Rheede
- 1676–1678 Jacob Lobs
- 1678–1683 Marten Huysman
- 1683–1687 Gelmer Vosburgh
- 1688–1693 Isaac Dielen
- 1693–1694 Alexander Wigman
- 1694–1696 Adriaan van Ommen
- 1697–1701 Magnus Wichelman
- 1701–1704 Abraham Vink
- 1704–1708 Willem Moerman
- 1708–1709 Adam van der Duijn
- 1709–1716 Barend Ketel
- 1716–1723 Johannes Hertenberg
- 1723–1731 Jakob de Jong
- 1731 Wouter Hendriks
- 1731–1734 Adriaan Maten
- 1734–1742 Julius Valentyn Stein van Gollenesse
- 1742–1747 Reinierus Siersma
- 1747–1751 Corijn Stevens
- 1751 Abraham Cornelis de la Haye
- 1751–1756 Frederik Cunes
- 1756–1761 Casparus de Jong
- 1761–1764 Godefried Weyerman
- 1764–1768 Cornelis Breekpot
- 1768–1770 Christiaan Lodewijk Senff
- 1770–1781 Adriaan Moens
- 1781–1793 Johan van Angelbeek
- 1793–1795 Jan Lambertus van Spall

## Ostali viri
»Malabar« (v nizozemščini). De VOCsite. Pridobljeno 22. januarja 2013.